# Государев бастион Петропавловской крепости

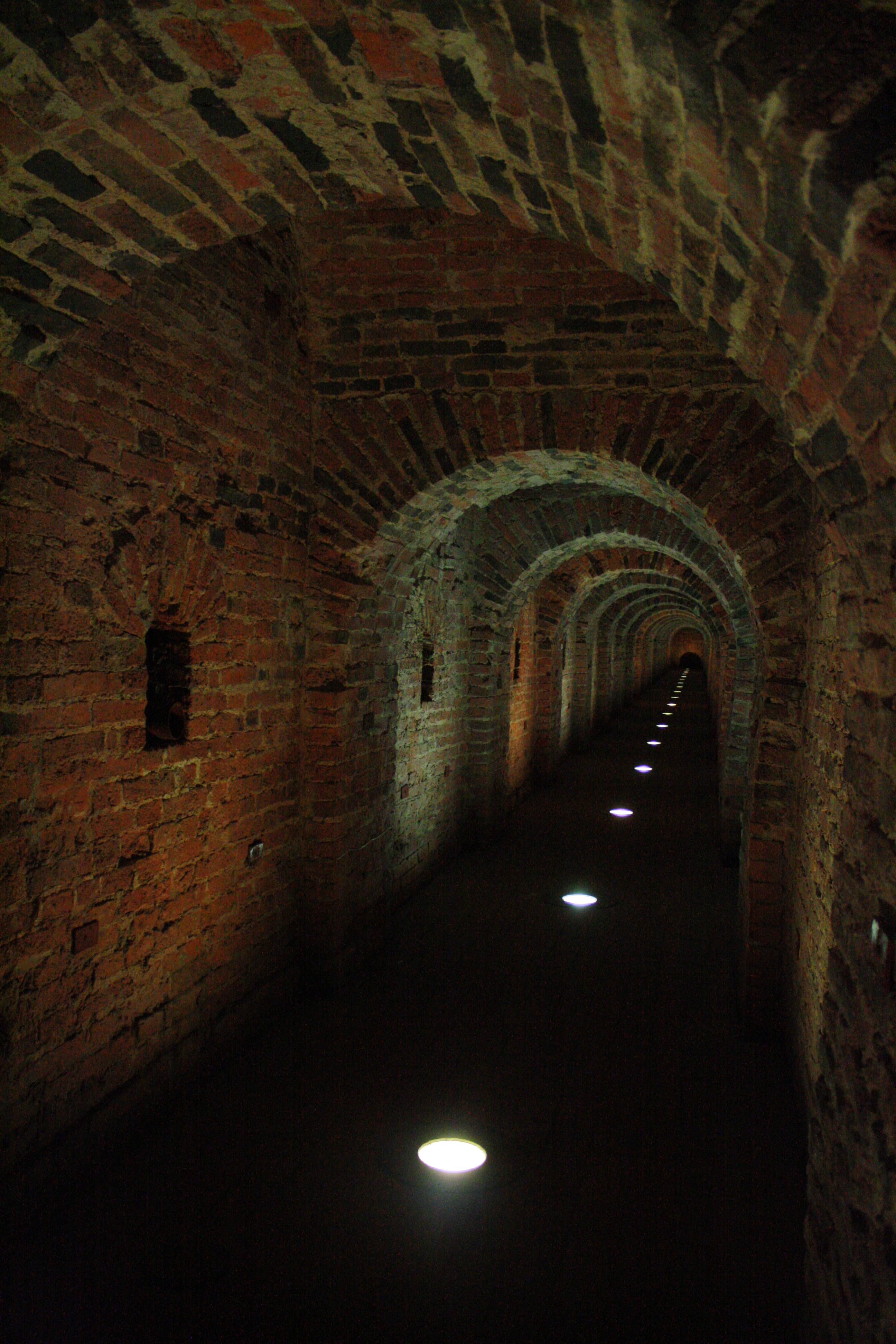
Государев бастион. Потерна

Госуда́рев бастио́н — один из двух восточных бастионов Петропавловской крепости в Санкт-Петербурге, обращённый в сторону Невы. С Нарышкиным бастионом его соединяет Невская куртина, а с Меншиковым — Петровская куртина. С востока бастион прикрывается Иоанновским равелином и полуконтргардом.

## История
Заложен 16 мая 1703 года, дав начало строительству на Заячьем острове первоначальной деревоземляной крепости и Санкт-Петербурга. Надзор за строительством бастиона осуществлял царь Пётр I, в честь которого он и получил название Государев.
Государев бастион (от итал. bastionato) возводился под руководством инженера В. А. Кирштенштейна, предположительно, по проекту, составленному инженером Ж. Г. Ламбером де Гереном при личном участии Петра I.
В 1717—1732 годах по проекту архитектора Доменико Трезини при участии военного инженера Бурхарда Кристофа фон Миниха Государев бастион был перестроен в камне. Внутри размещались двухъярусные боевые казематы. Под бастионом была устроена потерна. В 1752 году к горже бастиона подведена сводчатая каменная аппарель для ввоза орудий на стены. В 1782—1784 годах по проекту инженера Р. Р. Томилова невский фасад бастиона облицовали гранитными плитами. В середине XIX века казематы перестроены в одноярусные с соответствующим изменением облика орудийных амбразур.
В октябре 1703 года по окончании строительства земляных валов крепости на Государевом бастионе был поднят крепостной кейзер-флаг, а в 1704 году зажегся первый в городе маяк. В XVIII веке в казематах размещались мастерские, склад курительных трубок и пороховые погреба. В 1726—1766 годах в одном из помещений бастиона хранился ботик Петра I — «Дедушка русского флота».
В середине XIX века в казематах находились казармы, лазарет для военных арестантов и склады, а под аппарелью — арестантская баня.
В 1920-х годах эти помещения заняли службы Ленинградского военного округа. В годы Великой Отечественной войны на бастионе были установлены пеленгаторы для обнаружения вражеских самолётов на подходе к городу.
В 1954 году бастион передан Государственному музею истории Ленинграда (с 1991 — Санкт-Петербурга).
В 1963—1968 годах проходили работы по восстановлению исторического вида бастиона: при передаче его военным учреждениям в начале XIX века амбразуры первого яруса и стрельчатые окна казематов были заложены кирпичом, амбразуры второго — переделаны в большие окна. Проект реставрации составила И. Н. Бенуа. Были отреставрированы фасы.
В 1999—2003 годах была воссоздана потерна и мостки «для прохода часовых» от шпица Государева до Нарышкина бастиона.
27 мая 2003 года на Государевом бастионе был открыт памятный знак «Трёхсотлетию Санкт-Петербурга».
Бастион попал в фильмы «Гардемарины, вперёд!» (казнь Анны Бестужевой) и «Остров сокровищ» (порт Бристоль).